# Schietsport op de Middellandse Zeespelen 1955
De schietsport is een van de sporten die beoefend werden tijdens de Middellandse Zeespelen 1955 in Barcelona, Spanje. Er waren negen onderdelen, alle voor mannen.

## Uitslagen
| Event                           | Goud              | Goud     | Zilver            | Zilver   | Brons                    | Brons    |
| ------------------------------- | ----------------- | -------- | ----------------- | -------- | ------------------------ | -------- |
| Snelvuurpistool 50 m            | Fernando Bernini  | 556 ptn  | Walter Boninseghi | 555 ptn  | Loukas Zamanos           | 555 ptn  |
| Vrij pistool 50 m               | Angel Leon Gozalo | 556 ptn  | Luis Palomo       | 536 ptn  | Luciano Galesi           | 530 ptn  |
| Trap individueel                | Galliano Rossini  | 192 ptn  | Soif Ghaleb       | 191 ptn  | Alessandro Cireri        | 190 ptn  |
| Trap team                       | Italië            | 1106 ptn | Egypte            | 1103 ptn | Griekenland              | 1098 ptn |
| Luchtgeweer 50 m staand         | Jacques Esnault   | 372 ptn  | Jacques Mazoyer   | 364 ptn  | Maurice Racca            | 360 ptn  |
| Luchtgeweer 50 m geknield       | Jacques Mazoyer   | 391 ptn  | Juan Gonzales     | 376 ptn  | Maurice Racca            | 373 ptn  |
| Luchtgeweer 50 m liggend        | Pietro Paletti    | 398 ptn  | Jacques Mazoyer   | 397 ptn  | Maurice Racca            | 396 ptn  |
| Luchtgeweer 50 m drie houdingen | Jacques Mazoyer   | 1152 ptn | Maurice Racca     | 1129 ptn | Jacques Esnault          | 1127 ptn |
| Vliegend aas                    | Jacques Mazoyer   | 597 ptn  | Ilias Valatas     | 596 ptn  | Saad El Din El Shourbagi | 596 ptn  |

## Medaillespiegel
| Plaats | Land        | Goud | Zilver | Brons | Totaal |
| 1      | Frankrijk   | 4    | 3      | 4     | 11     |
| 2      | Italië      | 4    | 1      | 2     | 7      |
| 3      | Spanje      | 1    | 2      | 0     | 3      |
| 4      | Egypte      | 0    | 2      | 1     | 3      |
| 4      | Griekenland | 0    | 1      | 2     | 3      |
| Totaal | Totaal      | 9    | 9      | 9     | 27     |

1951 · 1955 · 1959 · 1963 · 1971 · 1975 · 1979 · 1987 · 1991 · 1993 · 1997 · 2001 · 2005 · 2009 · 2013 · 2018 · 2022
Atletiek · Basketbal · Boksen · Gewichtheffen · Gymnastiek · Hockey · Paardensport · Roeien · Rolhockey · Rugby · Schermen · Schietsport · Schoonspringen · Voetbal · Waterpolo · Wielersport · Worstelen · Zeilen · Zwemmen